# Arbon (district)
Arbon is een Zwitserse district in het kanton Thurgau. Het district heeft een oppervlakte van 88,8 km² en heeft 51.118 inwoners (eind 2009). De hoofdplaats is Arbon.
Tot het district behoren de volgende gemeenten:
| Gemeentenaam | Inwoners (31-12-2004) | Oppervlakte (km²) |
| ------------ | --------------------- | ----------------- |
| Amriswil     | 11.414                | 19,1              |
| Arbon        | 12.817                | 5,9               |
| Dozwil       | 526                   | 1,4               |
| Egnach       | 4238                  | 18,5              |
| Hefenhofen   | 1148                  | 6,1               |
| Horn         | 2320                  | 1,7               |
| Kesswil      | 925                   | 4,4               |
| Roggwil (TG) | 2679                  | 11,9              |
| Romanshorn   | 9186                  | 8,7               |
| Salmsach     | 1302                  | 2,6               |
| Sommeri      | 486                   | 4,2               |
| Uttwil       | 1493                  | 4,3               |

Arbon · Frauenfeld · Kreuzlingen · Münchwilen · Weinfelden